# Ulrike Richter
Ulrike Richter (Görlitz, 17 de juny de 1959) és una ex-nedadora alemanya especialitzada en proves d'estil, on va aconseguir ser campiona olímpica el 1976.

## Carrera esportiva
Als Jocs Olímpics de Mont-real 1976 va guanyar la medalla d'or als 100 metres esquena —batent el rècord olímpic amb 1.01.83 segons—, medalla d'or als 200 metres esquena, amb 2.13.43 segons que també va ser rècord olímpic; i un tercer or als 4x100 metres estils per equips, superant als Estats Units d'Amèrica i al Canadà.
Al Campionat del Món de natació de 1973, disputat a Belgrad, va guanyar l'or en els 100 metres esquena i els relleus de 4x100 metres estils, i dos anys després, al Campionat del Món de 1975, celebrat a Cali, va guanyar dos ors en les mateixes proves que en l'anterior, i el bronze en els 200 metres esquena.
L'any 1983 a Fort Lauderdale (Florida) va ingressar a l'International Swimming Hall of Fame.
Anys més tard, funcionaris de l'equip d'Alemanya Democràtica van confessar que li havien administrat drogues per a maximitzar el seu rendiment esportiu.